# Julián Pacheco Tinoco
Julián Pacheco Tinoco (San Pedro Zacapa, 5 de junio de 1958) es un abogado, militar y político hondureño. Fue el primer director de la Dirección de Investigación e Inteligencia y desde 2015 a 2022 fue el Ministro de Seguridad de Honduras.

## Estudios
Estudió la primaria en la Escuela Francisco Morazán y la secundaria en el Instituto Brígido Bardales, ambos en su municipio natal. Posteriormente ingresó a la Academia Militar de Honduras General Francisco Morazán, de donde se graduó con el grado de Subteniente. También es Licenciado en Ciencias Jurídicas y Sociales con orientación a derecho internacional de la Universidad Nacional Autónoma de Honduras.

## Trayectoria
En el ámbito militar, Tinoco fue auditor jurídico del Ejército, analista de inteligencia de las Fuerzas Armadas, secretario general de la jefatura del Estado Mayor Conjunto, comandante del 15 batallón de las Fuerzas Especiales con sede en Trujillo, Colón, del 11 batallón de infantería con asentamiento en San Lorenzo, Valle, director de la Academia Militar General Francisco Morazán y desde el 23 de mayo de 2012 se convirtió en director de Investigación e Inteligencia del Estado, luego de ser nombrado en el cargo por el Consejo Nacional de Defensa y Seguridad.
El 23 de mayo de 2012 se convirtió en director de Investigación e Inteligencia del Estado, luego de ser nombrado en el cargo por el Consejo Nacional de Defensa y Seguridad. El 15 de enero de 2015 fue nombrado Ministro de Seguridad, desde donde pasó a liderar el proceso de depuración policial iniciado en 2016.

## Vinculación al narcotráfico
En marzo de 2017, en una audiencia en Estados Unidos durante el juicio contra el narcotraficante hondureño Fabio Lobo, la Fiscalía afirmó que Lobo había dado un soborno a Julián Pacheco; acusación que no pudo ser sustentada con pruebas. También en octubre de 2019, durante el juicio en Estados Unidos contra el narcotraficante hondureño Tony Hernández, el narcotraficante confeso Devis Leonel Maradiaga declaró haber dado sobornos a Tinoco. Además, en mayo de ese año y debido al proceso previo a ese juicio, salieron a la luz documentos donde se mostraba que Tinoco, junto a otros altos funcionarios, estaba siendo investigado por la Administración para el Control de Drogas de Estados Unidos.

## Reconocimientos
- Gran Cruz Placa de Oro, en enero de 2014, por parte del Congreso Nacional de Honduras, por su lucha contra la delincuencia y el crimen organizado como titular de la Dirección de Investigación e Inteligencia.[1]